# Караваево (Казань)
Карава́ево (тат. Карабай) — микрорайон и историческая местность в Авиастроительном районе города Казани.
Изначально — русская «деревня Караваева на болоте» Алатской даруги, позднее — деревня (затем — село) Караваево Каймарской волости Казанского уезда Казанской губернии.

## Деревня (село) Караваево

### Версии происхождения названия деревни
Согласно рассказам крестьян-старожилов, приводимым историком И. А. Износковым, деревня получила своё название из-за обычая местных жителей выставлять каравай хлеба богомольцам, во время встречи чудотворного списка Смоленской иконы Божией Матери, приносимой из Седмиозёрной пустыни.
Существует также предание, согласно которому название деревне Караваево дал Е. И. Пугачёв:
На этот счёт бытует легенда, рассказанная одним из долгожителей Караваево. В 1774 году, когда «Крестьянский царь» Емильян Пугачёв со своим войском был под Казанью, на месте нынешнего села Караваево был лес, и в нём стояло несколько изб.
В один из дней, прослышав, что Пугачёв со своим штабом направлялся с Сухой реки в их сторону, обитатели изб скрылись в лесу, а на поляне оставили, по русскому обычаю, накрытый белой скатертью стол, а на ней каравай хлеба, соль и жбан кваса. А вот и пугачёвцы. Подъехав к столу, всадники сошли с коней. Пугачёв разрезал на части каравай, наделил хлебом своих соратников и сказал одному из них: «Узнай-ка, братец, как называется этот посёлок». Через несколько минут посланный доложил: «Ничего не узнал, ваше величество, жителей никого нет, видать попрятались».

«Тогда пусть этот посёлок называется Караваево, раз он встретил меня караваем хлеба», — сказал Пугачёв. Вот с той поры посёлок так и называется.
Вместе с тем, тот же И. А. Износков предполагал, что вероятнее считать название деревни инородческим.
Согласно другой версии, «Караваево» — это искажённое и русифицированное название татарского поселения, которое якобы ранее располагалось на данной территории.
Так, историк Р. Ф. Галлямов утверждает, что топоним «Караваево» «никакого отношения к свежевыпеченному караваю хлеба не имеет». Он пишет:
"Как свидетельствует И. А. Гуноиков, «по словам татар-магометан, на месте, где находится деревня, было татарское селение, называемое „Карабай“, от слов: кара = чёрный, простой, простонародный богач. Название могло произойти также, — предполагает историк, — от имени или прозвища, так как такие имена прежде у татар встречались». Следует также заметить, что понятие «карабай» можно трактовать и как «настоящий бай = богач», так как у древних тюрков слово кара помимо всего прочего имело и утвердительный смысл (карамурза — «настоящий, именитый мурза» и т. д.).
Однако, возможно, что название современного посёлка восходит к известной личности периода Казанского ханства Кара беку (Кара бию) (бек, би «князь»), родословная которого приводится в шеджере, опубликованном текстологом М. И. Ахметзяновым. Территориально его улус (вотчина) локализуется в Галицкой административной даруге (области) ханства, включавшей и рассматриваемое селение. Большие, Малые Кургузи (Өлы, Кече Караужа) на территории современного Зеленодольского района РТ. В связи с изложенным, первичное татарское название современного посёлка могло быть Кара би или же Кара бек".

### Население, количество дворов, земельные владения
Деревня была поставлена (возможно, на старом татарском городище) русской крестьянской общиной недалеко от Казани в дворцовом лесу.
В 1617 г. в деревне было 15 дворов, к середине XVII в. — 51 двор (46 дворов крестьян и 5 — бобылей), где проживали 95 человек (имелось 156 десятин пашни в поле).
По состоянию на 1909 г., в селе Караваево имелось 269 дворов (в 204-х проживали крестьяне, в 63-х — военные и в 2-х — духовные лица). Всего в селе жил 1671 человек (872 женщины и 799 мужчин), в том числе: 1361 человек принадлежал к крестьянскому сословию, 301 — к «военным» и 9 — к духовному сословию (в национальном отношении все — русские).
Имеются сведения, что к 1932 г. количество домов в Караваево увеличилось до четырёхсот, при этом село разделялось на восемь улиц. Земля здесь была малоплодородной (песчаный суглинок), поэтому село не отличалось обилием садов и зелёных насаждений, зато хорошо произрастал картофель, на который был большой спрос у городского населения. После уборки полей караваевские крестьяне вязали для города мётлы и частично занимались извозом, а «безлошадные» крестьяне, которых насчитывалось до пятидесяти процентов, работали на различных предприятиях Казани.

### Церковь и церковно-приходская школа

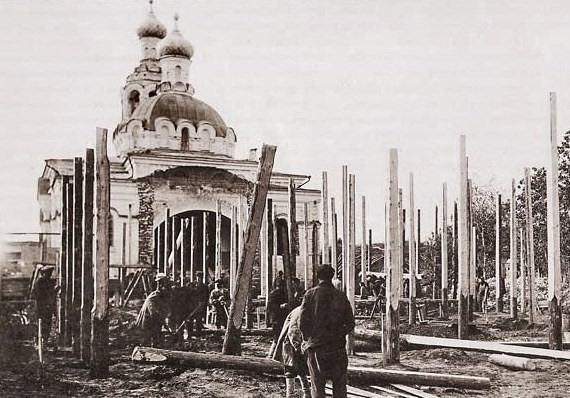
«Перестройка» под столовую церкви во имя Смоленской иконы Божией Матери в начале 1930-х гг.

В 1907 г. на средства прихожан и частные пожертвования в Караваево была построена церковь во имя Смоленской иконы Божией Матери. 27 января (9 февраля) 1908 г., по благословению архиепископа Казанского и Свияжского Димитрия (Д. И. Самбикина), в ней был освящён престол «во имя Смоленския иконы Божией Матери». В церкви имелось два придела: справа —- во имя Святителя Николая, Мир Ликийских Чудотворца и слева —- во имя Святителя Гурия, Казанского Чудотворца.
Храм был каменным, «с таковою же в одной связи колокольнею», тёплым, обнесённым каменной оградой с деревянной решёткой. Справа «под колокольнею» помещалась церковная сторожка. С января 1908 г. в церкви имелся свой самостоятельный причт, состоящий из двух человек — священника и псаломщика, которые проживали в деревянных церковных домах, выстроенных «на свой счёт прихожанами».
В приход входило только само село Караваево. Первым настоятелем церкви являлся священник Иоанн Григорьевич Черепнин (скончался 9 /22/ июля 1910 г. в возрасте тридцати восьми лет). Церковно-приходское попечительство действовало с 1908 г. (его председателем состоял крестьянин села Караваево П. А. Дикунов). Церковным старостой на первое трёхлетие был избран «отставной старший унтер-офицер села Караваева» П. И. Кудрявцев, а представителями прихожан состояли местные крестьяне В. А. Сапаров и А. И. Глухов.
В советское время село Караваево вошло в городскую черту Казани. В начале 1930-х гг. здесь развернулось строительство «Казмашстроя», а церковь во имя Смоленской иконы Божией Матери в 1932 г. была «перестроена» под столовую. «В Караваеве же в бывшей церкви организуется столовая с пропускной способностью на 3.000 человек», — писала газета «Красная Татария».
Как отмечается в изданном в 2005 г. «Путеводителе по храмам и монастырям города Казани», в 1950-е гг. церковь была уничтожена, и сейчас на её месте находится остановка «Караваево» маршрута трамвая № 1.
Ещё в 1897 г. в приходе церкви во имя Смоленской иконы Божией Матери села Караваево была открыта церковно-приходская школа, которая помещалась в собственном деревянном здании «на обывательской земле». По состоянию на 1909 г., учительницами в ней состояли: А. В. Максимова («из дворян, домашнего образования») и Е. С. Выборнова (дочь псаломщика, окончившая курс в Казанском епархиальном училище). В то время в школе, содержавшейся «на средства местного Уездного Отделения», обучались 83 ребёнка (65 мальчиков и 18 девочек).

### Водоёмы
В районе Караваево, чьё название раньше имело прямое указание на болото («деревня Караваева на болоте»), располагались несколько мелких озёр, с которыми был связан ряд мистических преданий.
Дурной славой пользуется озерцо Ремиха, где до сих пор почти каждый год тонут люди (последний трагический случай произошёл 5 ноября 2011 г., когда под лёд провалились трое детей, двое из которых утонули).
По легенде, которую рассказывают местные жители, раньше на месте озера Ремиха был дом, в котором жила старая женщина. Однажды подземные ключи подмыли дом, и он провалился. И теперь она зовёт к себе детей.

## Посёлок (микрорайон) Караваево

### История
В начале 1930-х гг. в районе села Караваево началось строительство «Казмашстроя» (казанского «авиапрома»), завершившегося созданием двух крупных районообразующих предприятий — Казанского авиационного производственного объединения имени С. П. Горбунова (КАПО) и Казанского моторостроительного производственного объединения (КМПО).
Жители села также активно привлекались к этим работам. Помимо прочего, известен факт осуждения уроженца села Караваево кузнеца А. Ф. Евсеева, приговорённого «тройкой» при ОГПУ ТАССР 22 сентября 1932 г. на пять лет заключения в ИТЛ по статье 58-10 УК РСФСР за «угрозы» и «срыв мероприятий Советской власти».
В силу привлечения на стройку большого количества рабочих и специалистов из разных мест, остро встал «жилищный вопрос», что, в свою очередь, привело к замене сельской инфраструктуры на рабоче-посёлковую. Начальник «Казмашстроя» на заседании Совета Народных Комиссаров АТССР 7 августа 1934 г., где обсуждался «О выполнении стройплана Казмашстроя в 1-м полугодии 1934 года», говорил, в частности:
По самым минимальным подсчётам придётся разместить 1500 человек. Сейчас мы можем разместить максимум 600 человек. Вместе с этим возникает еще целый ряд потребностей, связанных с культурой. Передо мной встал вопрос: или пойти по линии жилищного строительства и задержать промстроительство или же, продолжая промстроительство, как-нибудь выкручиваться с жилстроительством. Мы приняли срединные мероприятия, то есть предполагаем заложить ещё пару домов, форсировать их окончание и в посёлке покупать дома у крестьян, сооружения которых мы всё равно должны будем отчуждать. Этот вопрос я ставлю в правительство с тем, чтобы его решать. По соображениям охраны нам нужно взять, по крайней мере, половину Караваево. Года два эти сооружения можно не сносить, но мы должны быть уверенными в том, что там живут люди, которых можно контролировать, что мы можем поставить там свою охрану, провести паспортизацию и т.д. На это дело ассигновано 200 тыс. руб. Кроме этого придется селить рабочих в бараках.

### Расположение
За территорией, на которой расположились заводы и их административные здания, и жилым массивом-микрорайоном, возникшем в районе бывшего села Караваево, закрепилось название «посёлок Караваево». При этом последний (как и другие жилые массивы Авиастроительного района — Соцгород, «посёлок Северный», «посёлок Сухая река» и т. д.) является не единицей административно-территориального деления (входя в территорию единого муниципального образования города Казань), а градостроительно-жилищной административно-учётной единицей.
Хотя отнесение современных улиц и объектов к «посёлку Караваево» является условным и часто не отличается исторической точностью (помимо того, что «безусловными» могут считаться объекты с идентичной топонимической привязкой: остановка трамвая «Посёлок Караваево», торговый комплекс «Караваево» и т. д.), принято, что посёлок на западе ограничен улицей Ленинградская, на востоке — территориями КАПО и КМПО, на юге — улицей Олега Кошевого и парком «Крылья Советов», на севере — улицей Ударная и аэродромом экспериментальной авиации «Борисоглебское» при КАПО. Севернее находится «посёлок Сухая река», западнее — городской посёлок-микрорайон Новое Караваево и микрорайон Соцгород.
Хотя посёлок-микрорайон Караваево застроен преимущественно многоэтажными домами, индивидуальные жилые дома т. н. частного сектора сохраняются в находящемся в середине Караваево вдоль улицы Трамвайная анклавном «посёлке имени Свердлова» и на севере Караваево за улицей Пржевальского, переходя в «посёлок Сухая река» и входя в территорию общественного самоуправления «Караваево» (восточную часть). Жилые дома обслуживаются управляющими компаниями ЖКХ ООО РСК «Авиатор», ООО СК «Импульс», ООО «Комфорт+».

### Производственные объекты
В посёлке расположены 4 из 5 предприятий кластера авиационной промышленности, находящегося в Авиастроительном районе: самолётостроительное Казанское авиационное производственное объединение имени С. П. Горбунова (КАПО), авиадвигателестроительное Казанское моторостроительное производственное объединение (КМПО), предприятие беспилотных летательных аппаратов «Научно-производственное объединение „Сокол“ имени М. П. Симонова», предприятие авиационной и строительной инженерии «ГипроНИИавиапром».

#### ОАО Научно-производственное объединение «Опытно-конструкторское бюро имени М. П. Симонова»
В посёлке на улице Академика Павлова располагается ОАО Научно-производственное объединение «Опытно-конструкторское бюро имени М. П. Симонова».
Организация была основана в 1959 г. на базе студенческого Опытно-конструкторского бюро Казанского авиационного института и Казанского авиационного завода № 22 им. С. П. Горбунова, и первоначально — до 1982 г. — называлось «Опытно-конструкторское бюро спортивной авиации», затем — до 2014 г. — ОАО «Опытно-конструкторское бюро „Сокол“».
Здесь, под руководством М. П. Симонова, были созданы первые в СССР цельнометаллические рекордные планеры КАИ-11, КАИ-14, КАИ-19, а также СА-9, СА-7У, СА-8Т. В 1968 г. бюро приступило к разработке самолётов-мишеней на базе серийных самолётов с небольшим остаточным ресурсом.
Основными направлениями деятельности ОАО «Опытно-конструкторское бюро „Сокол“» являлись: разработка и техническая эксплуатация беспилотных авиационных комплексов, разработка воздушных мишеней на базе серийных пилотируемых самолётов с малым остаточным техническим ресурсом, создание мишенной обстановки для отработки БРЭО самолётов-истребителей типа Су-30МК, МиГ-29 и систем ПВО типа С-300, С-400 и других, сопровождение серийного производства, регламентное обслуживание и ремонт разработанной техники. Основные направления деятельности ОАО Научно-производственное объединение «Опытно-конструкторское бюро имени М. П. Симонова»: производство и ремонт беспилотных летательных аппаратов, выполнение научно-исследовательских работ и ОКР, испытания образцов авиационной техники.

#### Планы строительства промышленного парка «Караваево»
В сентябре 2011 г. было объявлено о планах возведения на базе Казанского научно-исследовательского института авиационной технологии промышленного парка «Караваево». Новый парк должен помочь в создании инновационных предприятий малого и среднего бизнеса, интеграции в сфере машиностроения, автомобилестроения, производства автокомпонентов, и т. д.

### Другие объекты
В микрорайоне между улицами Лизы Чайкиной, Олега Кошевого, Годовикова и Побежимова находится построенный в 2009—2010 годах спортивно-оздоровительный комплекс «Триумф» — один из объектов XXVII Всемирной летней Универсиады и спортивный объект городского значения.
В микрорайоне в конце улица Дементьева возле КАПО расположен крупный торговый комплекс «Караваево», выстроенный на месте существовавшего здесь в 1990-е гг. «стихийного» рынка. 12 октября 2014 года на втором этаже торгового комплекса произошёл сильный пожар, в результате чего часть его была уничтожена.
В «Караваевском парке» возле КАПО (от начала улицы Максимова вдоль улицы Ижевская) установлены мемориал погибшим во время войны и как самолёт-памятник выпускавшийся на заводе средний бомбардировщик Ту-22М3.

### Транспорт
Посёлок Караваево исторически является одним из крупнейших транспортных узлов города, через который проходят многие трамвайные, троллейбусные и автобусные маршруты.

#### Трамвай
В 1933 г. в Казани от центра (улица Баумана) до улицы Восстания был пущен безномерной заводской трамвайный маршрут, получивший затем № 9. В 1937 г. он был продлён до «посёлка Караваево».
В 1966 г. построена новая трамвайная линия для маршрута № 10 от «посёлка Караваево» до завода «Оргсинтез».
В 1979 г. был пущен маршрут № 13 («Улица Халитова — Посёлок Караваево») (по состоянию на 2012 г.: «Улица Халитова — Поселок Караваево»).
До 2008 г. остановка (разворот) «Посёлок Караваево» являлась одним из конечных остановочных пунктов трамвайных маршрутов № 9 («Улица Саид-Галеева — Посёлок Караваево») и № 10 («Посёлок Караваево — Улица Химическая»). 27 июля 2008 г. данные маршруты были объединены путём поглощения маршрутом № 9 маршрута № 10 (который был закрыт), а «Посёлок Караваево» стал одной из остановок маршрута № 9 (между остановками «Улица Максимова» и «Улица академика Павлова»).
В 2013 г. маршрут № 9 был перенумерован в маршрут № 1, а маршрут № 13 — в маршрут № 6. В 2022 году по маршруту закрытой ранее «десятки» начал ходить маршрут № 8 (вместо № 1).

#### Троллейбус
27 ноября 1948 г. в Казани была открыта первая троллейбусная линия, связавшая центр города с посёлком Караваево («Площадь Куйбышева — Посёлок Караваево») — маршрут № 1 (по состоянию на 2011 г.: «Сквер Тукая — Улица Ленинградская»).
В 1953 г. был пущен маршрут № 3 («Улица Халтурина — Посёлок Караваево»), который «временно закрыли» в 2010 г.
Позднее — с 1993 г. — был пущен и начал ходить через «посёлок Караваево» также маршрут № 13 («Улица Халитова — Улица Ленинградская»), а затем — и № 13А (ходил в 2009—2010 гг. по тому же маршруту по улице Декабристов).

## Фотографии

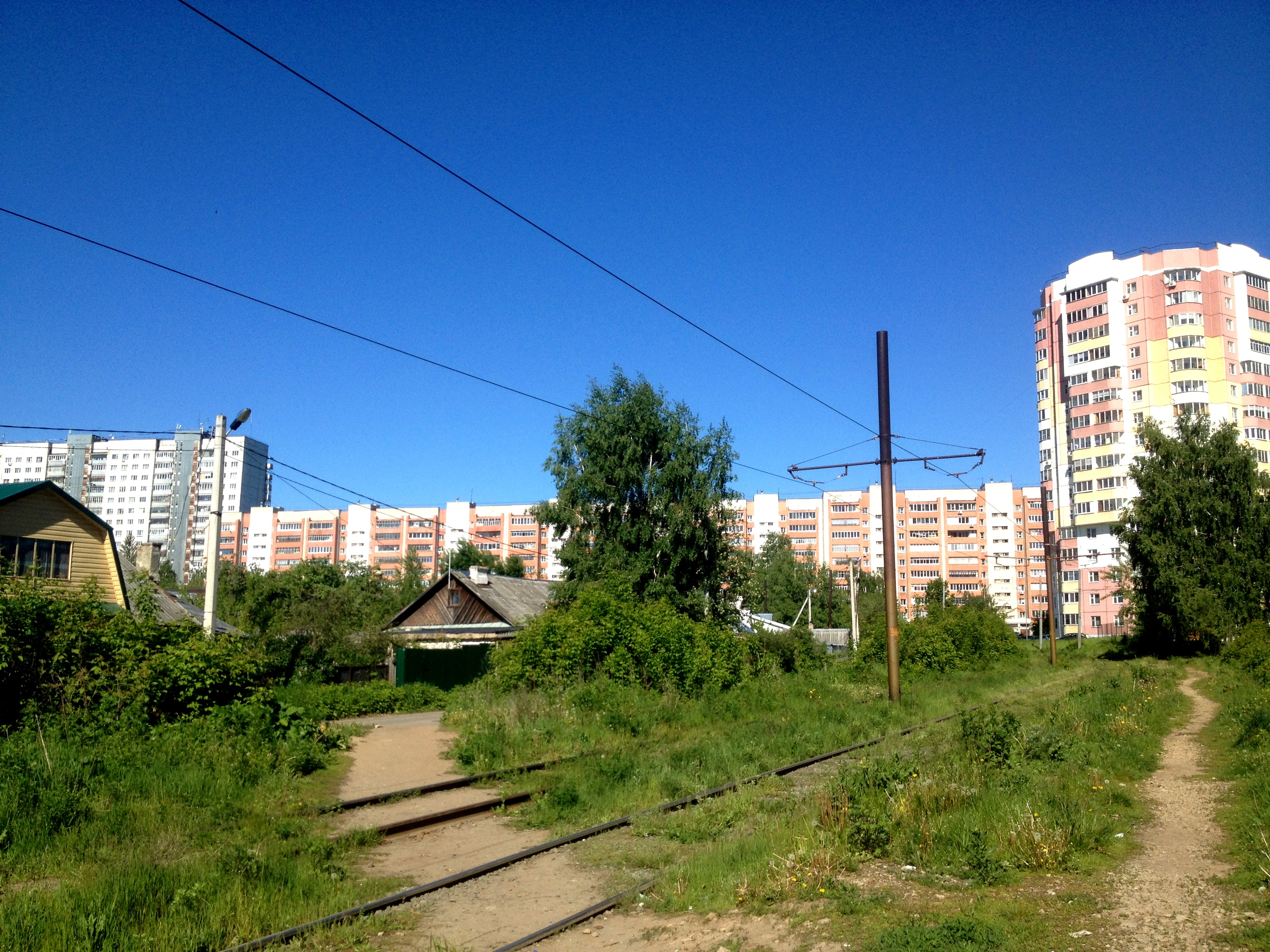
«Посёлок имени Свердлова» на фоне микрорайона Караваево
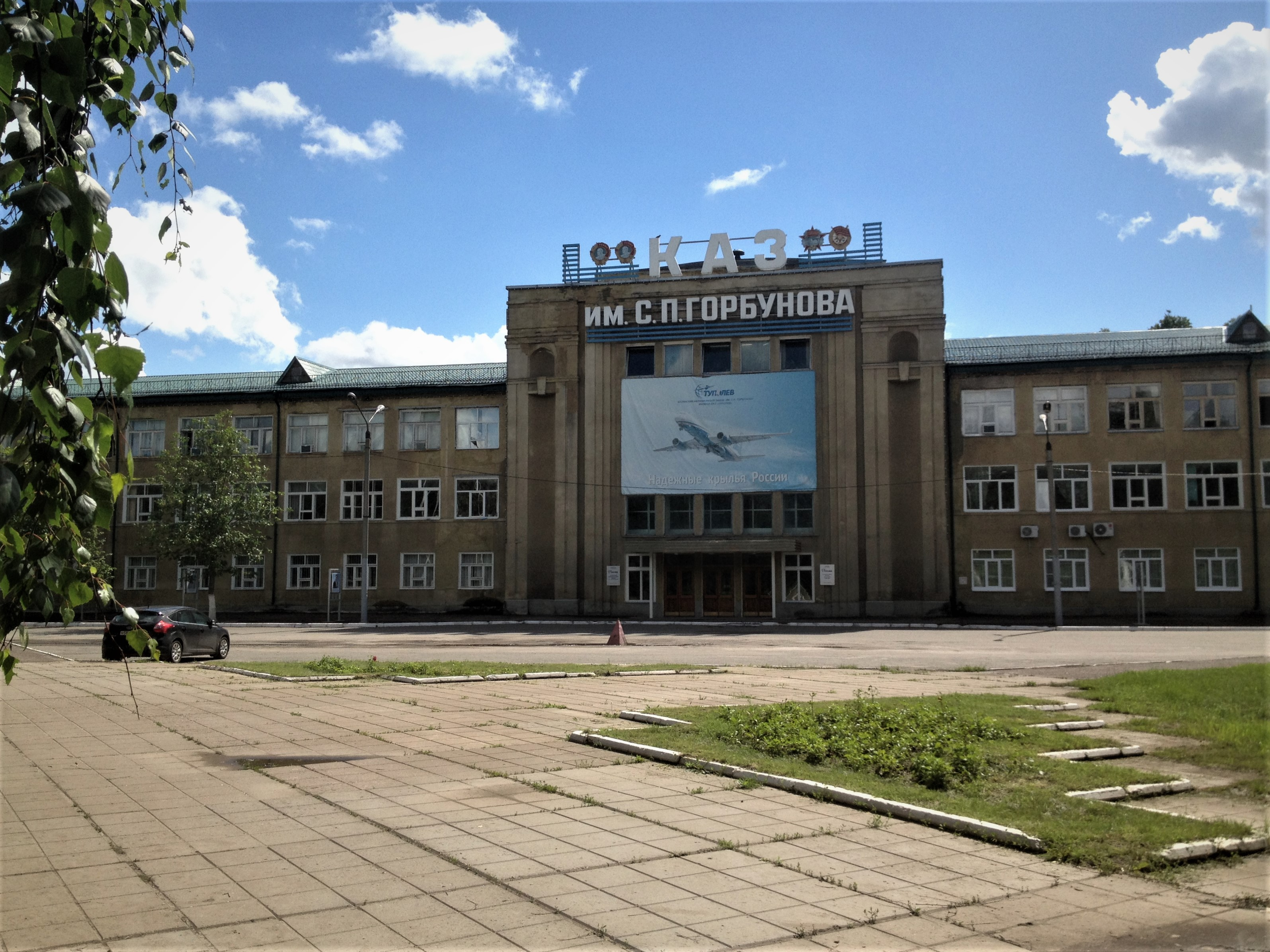
Казанский авиационный завод имени С. П. Горбунова (КАПО)
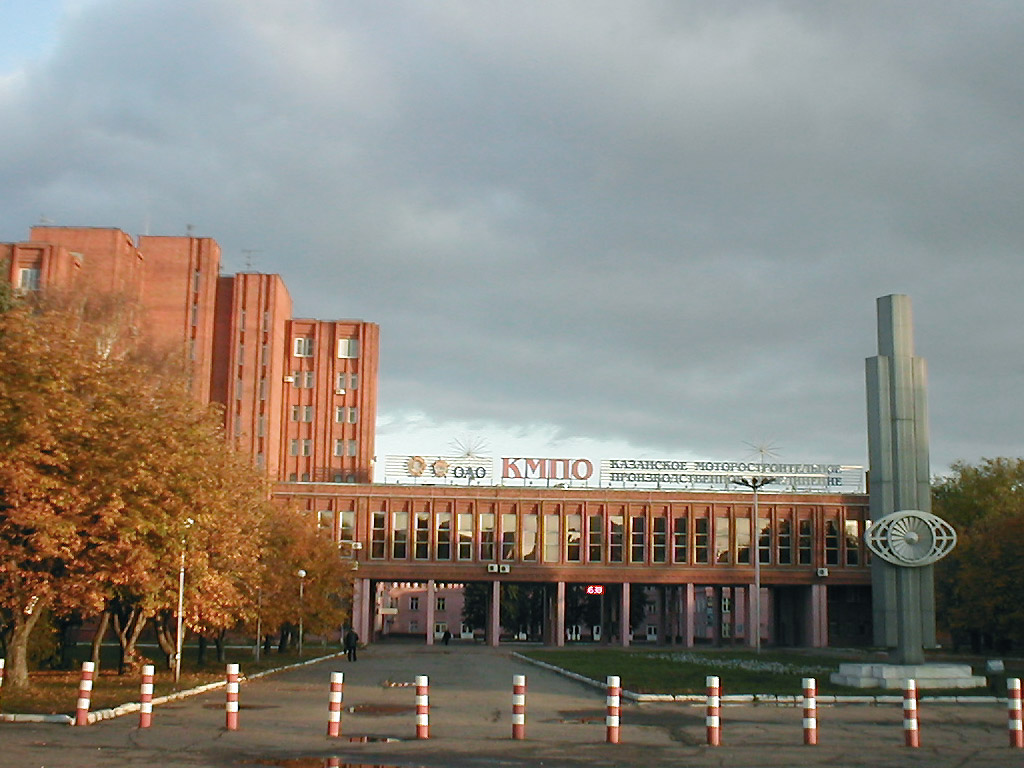
Казанское моторостроительное производственное объединение (КМПО)
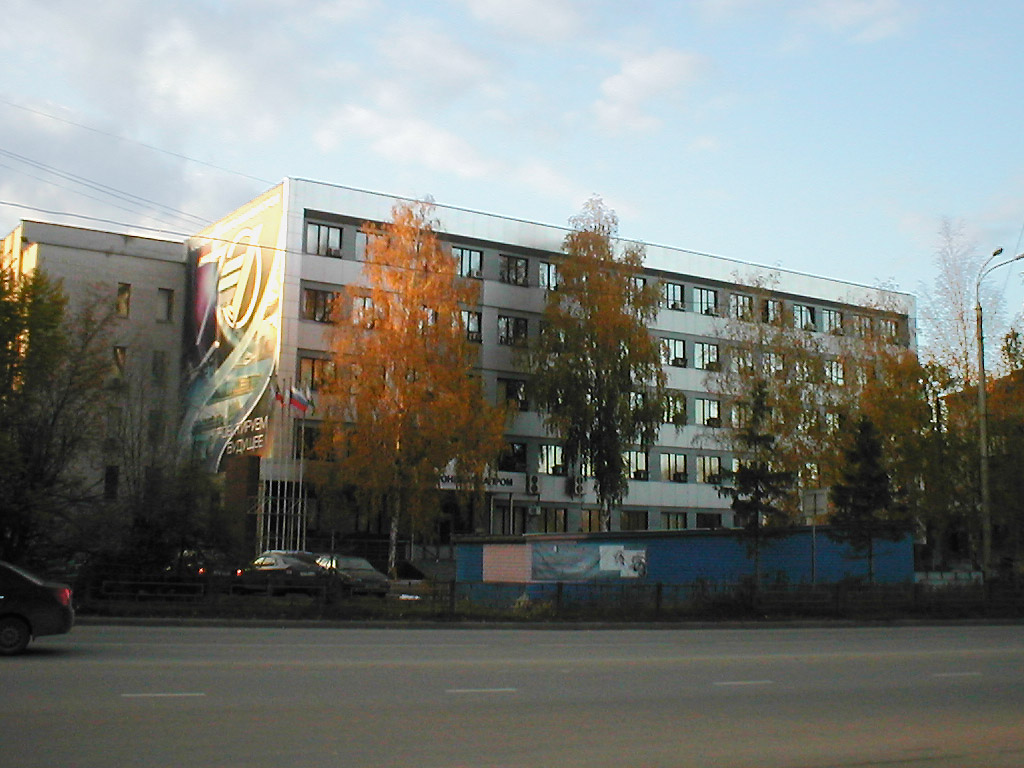
«ГипроНИИавиапром»
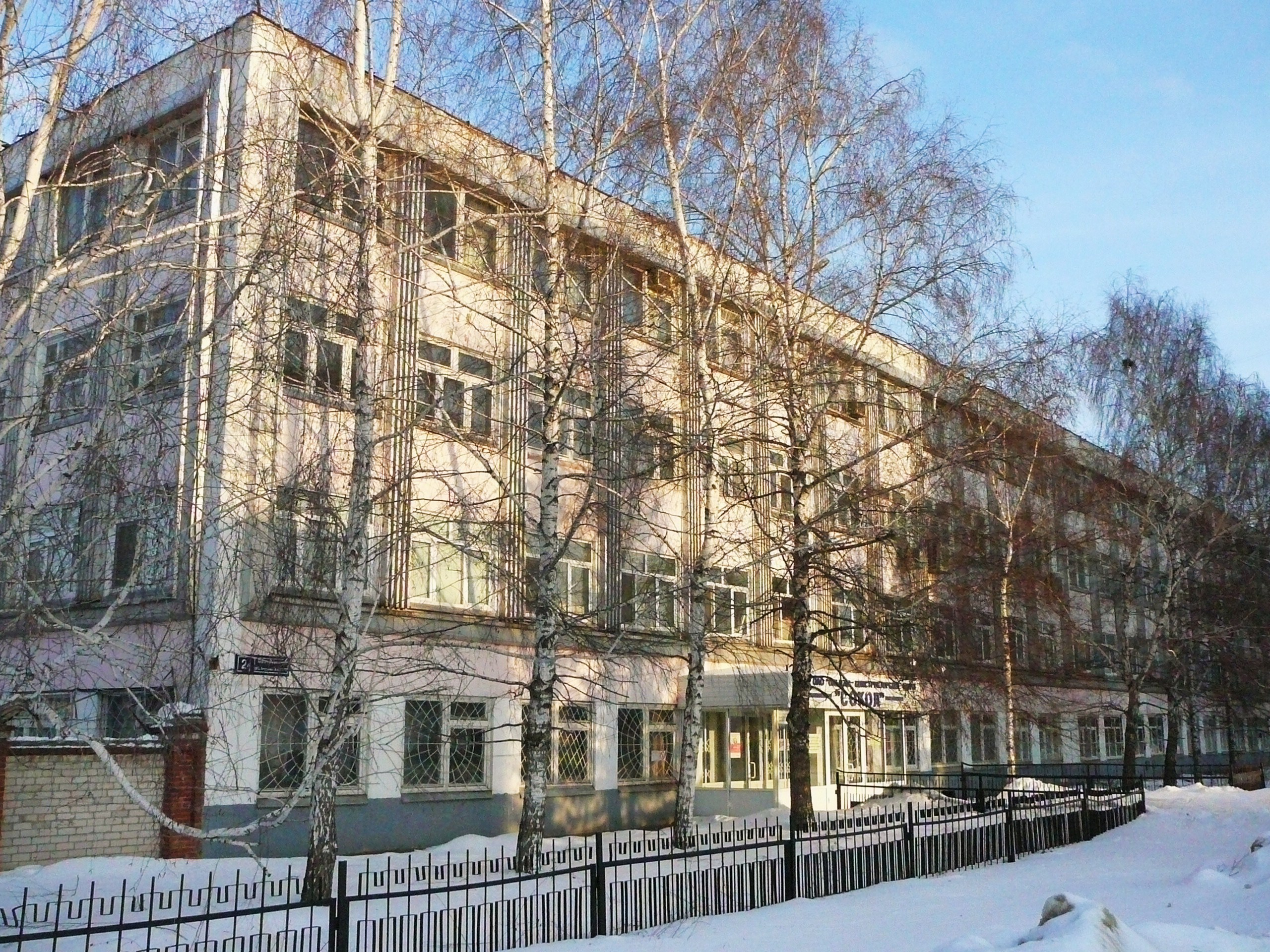
НПО «Опытно-конструкторское бюро имени М. П. Симонова»
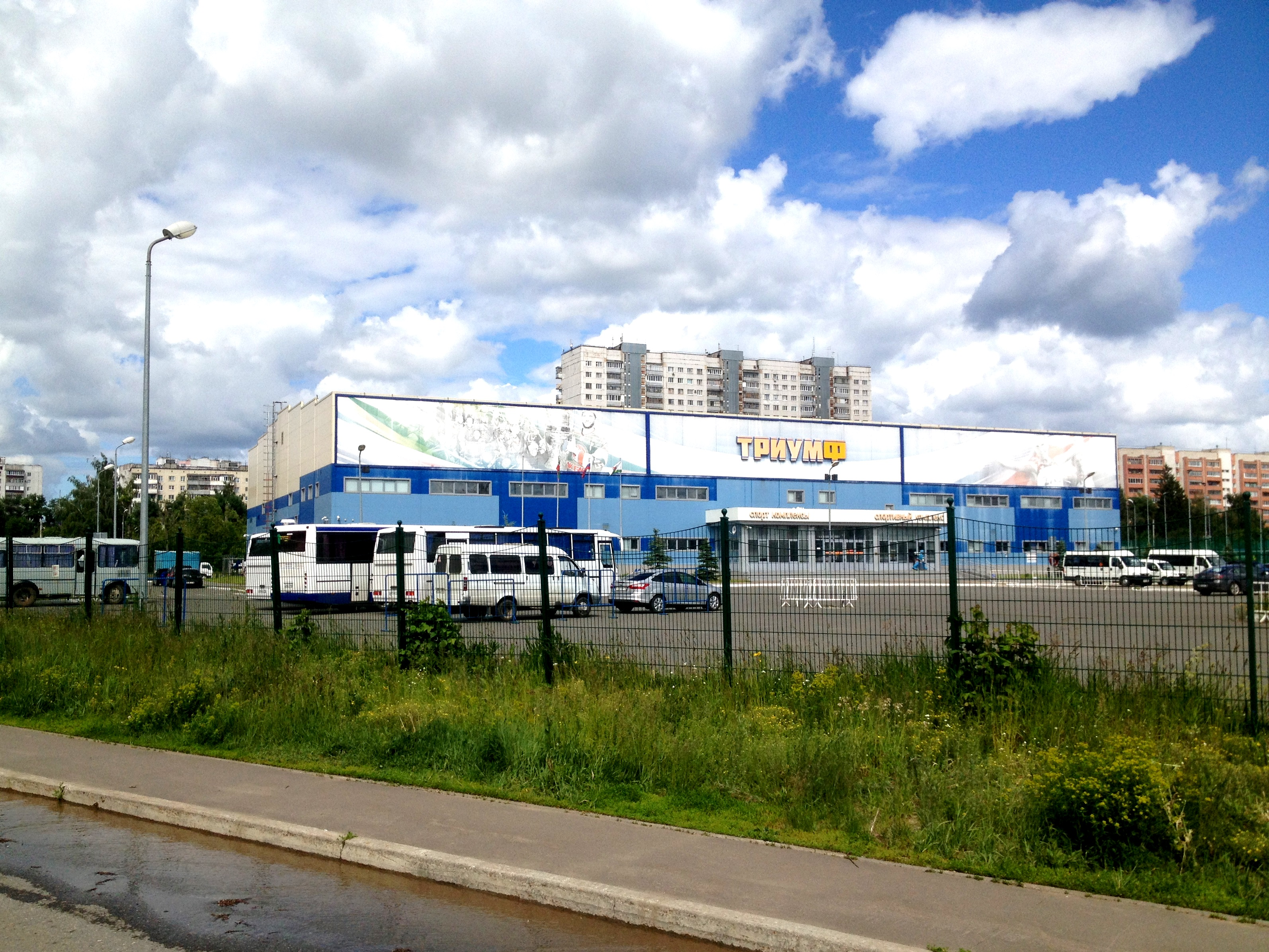
Спортивно-оздоровительный комплекс «Триумф»
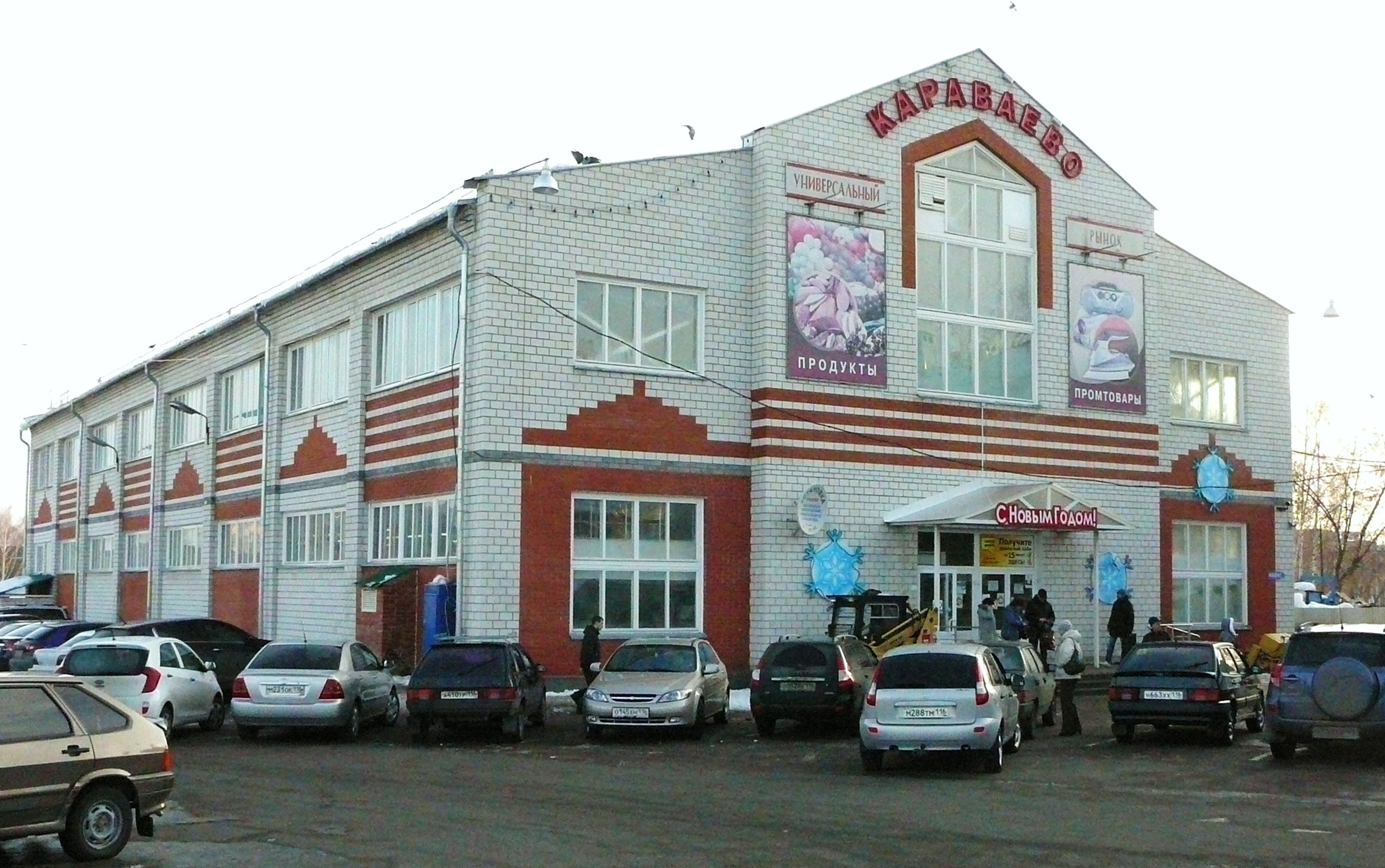
Торговый комплекс «Караваево»
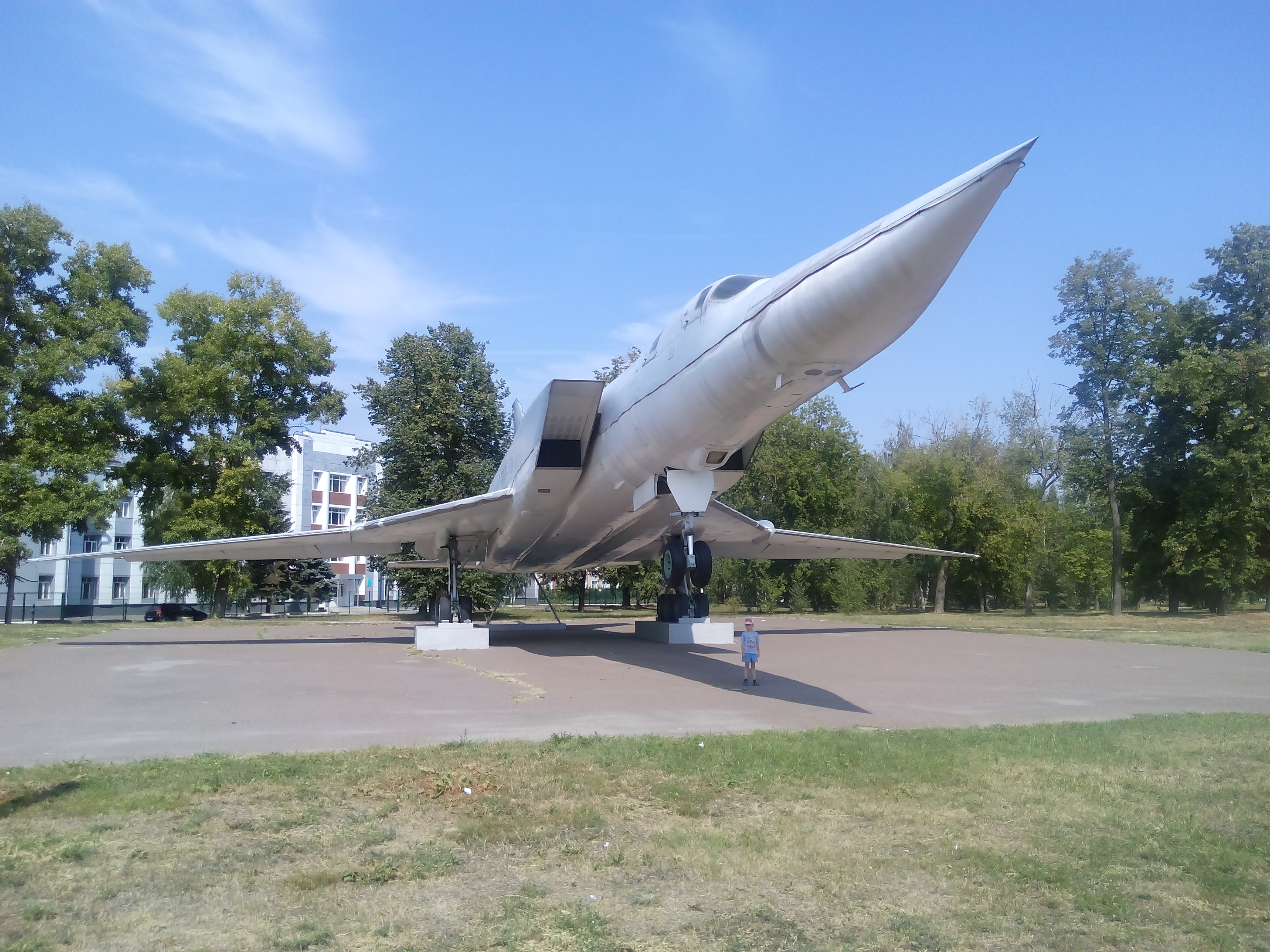
Ту-22М3 на постаменте возле КАПО
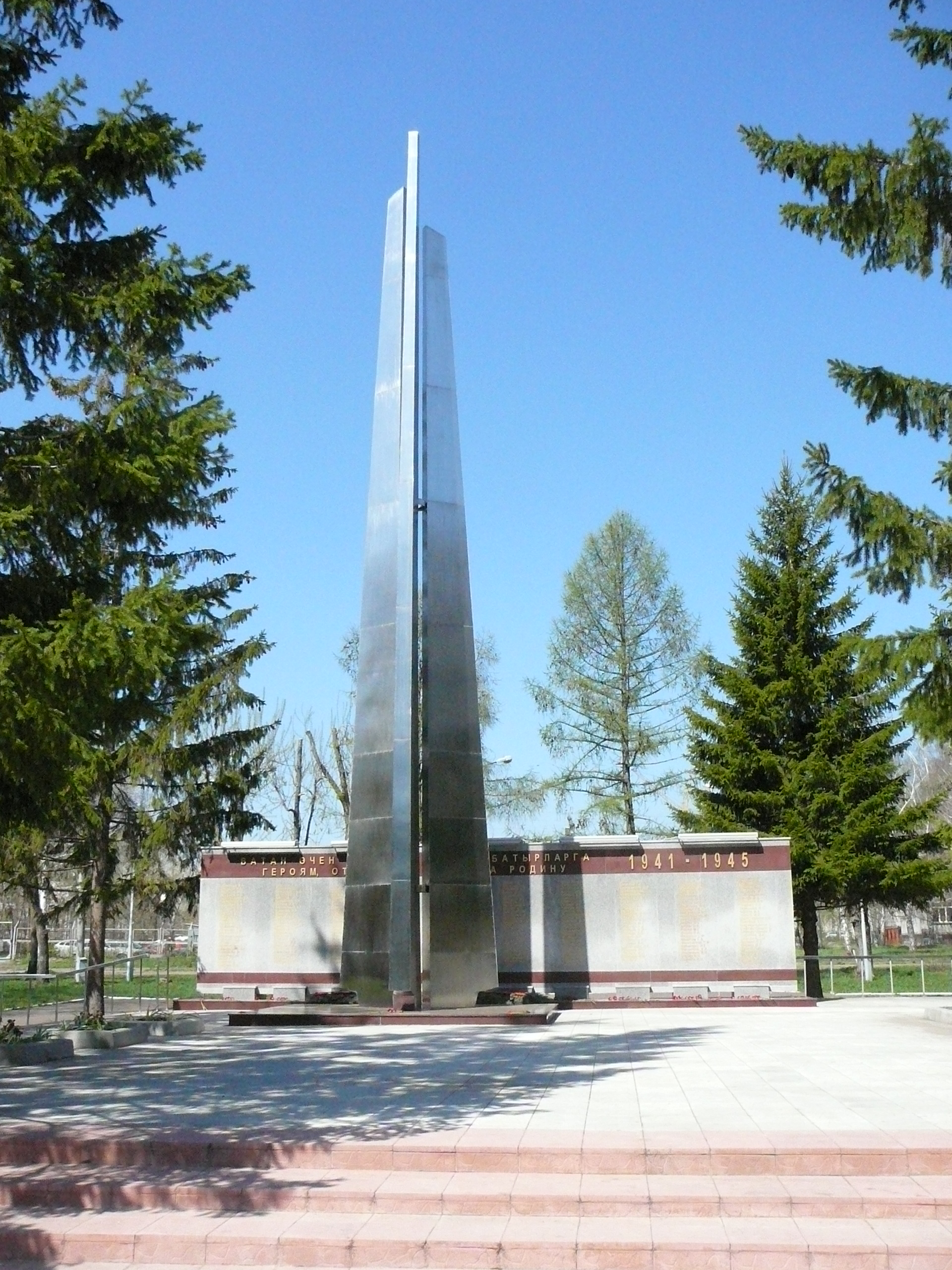
Мемориал погибшим во время войны возле КАПО
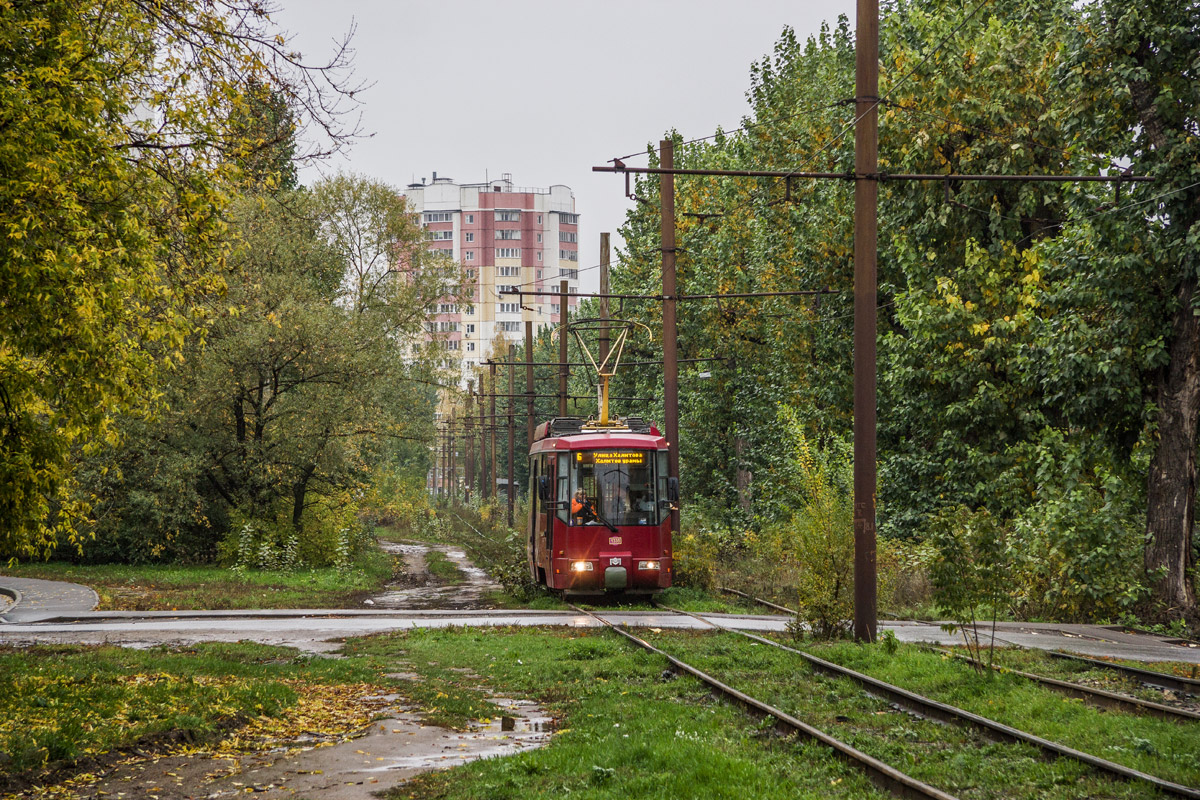
Трамвай на улице Трамвайная